# Relações internacionais do Irã

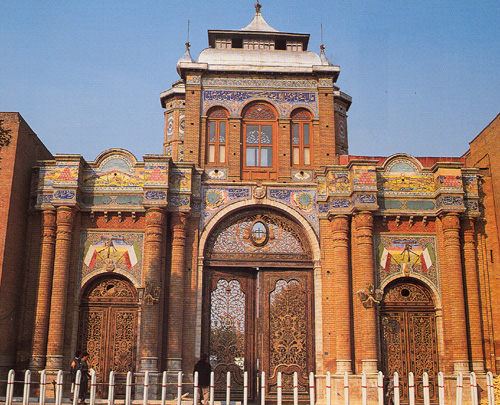
Bagh-e Melli: os portões principais do Ministério das Relações Exteriores do Irã, em Teerã.

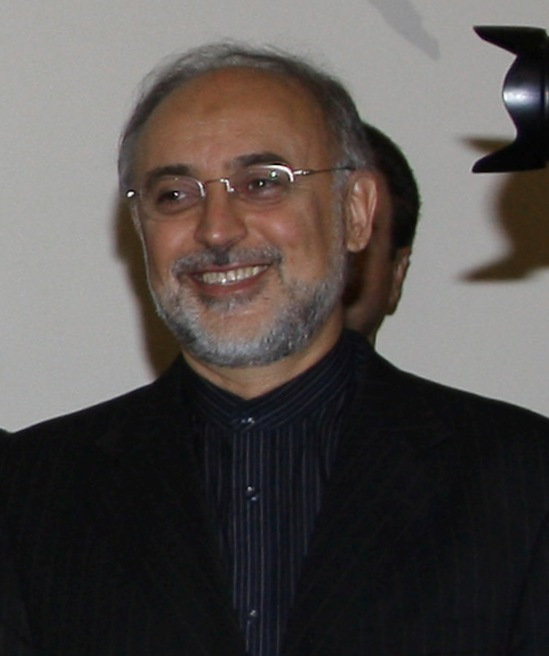
Ali Akbar Salehi é o atual Ministro das Relações Exteriores do Irã desde 13 de dezembro de 2010.

As relações internacionais do Irão (português europeu) ou Irã (português brasileiro) referem-se aos laços diplomáticos, comerciais e culturais entre a República Islâmica do Irã e outros países ao redor do mundo. Após a Revolução Iraniana de 1979, a recém-criada República Islâmica, sob a liderança do aiatolá Khomeini, reverteu de forma dramática a política externa pró-ocidental do último xá do Irã, Mohammad Reza Pahlavi. Desde então, a situação política do país têm oscilado entre as duas tendências opostas de ardor revolucionário; a que poderia eliminar as influências ocidentais e não-muçulmanas, promovendo a revolução islâmica no exterior, e o pragmatismo, que poderia promover o desenvolvimento econômico e a normalização das relações. As relações bilaterais do Irã são, portanto, às vezes confusas e contraditórias. O Irã atualmente mantém relações diplomáticas plenas com 99 países do mundo.

## Relações bilaterais

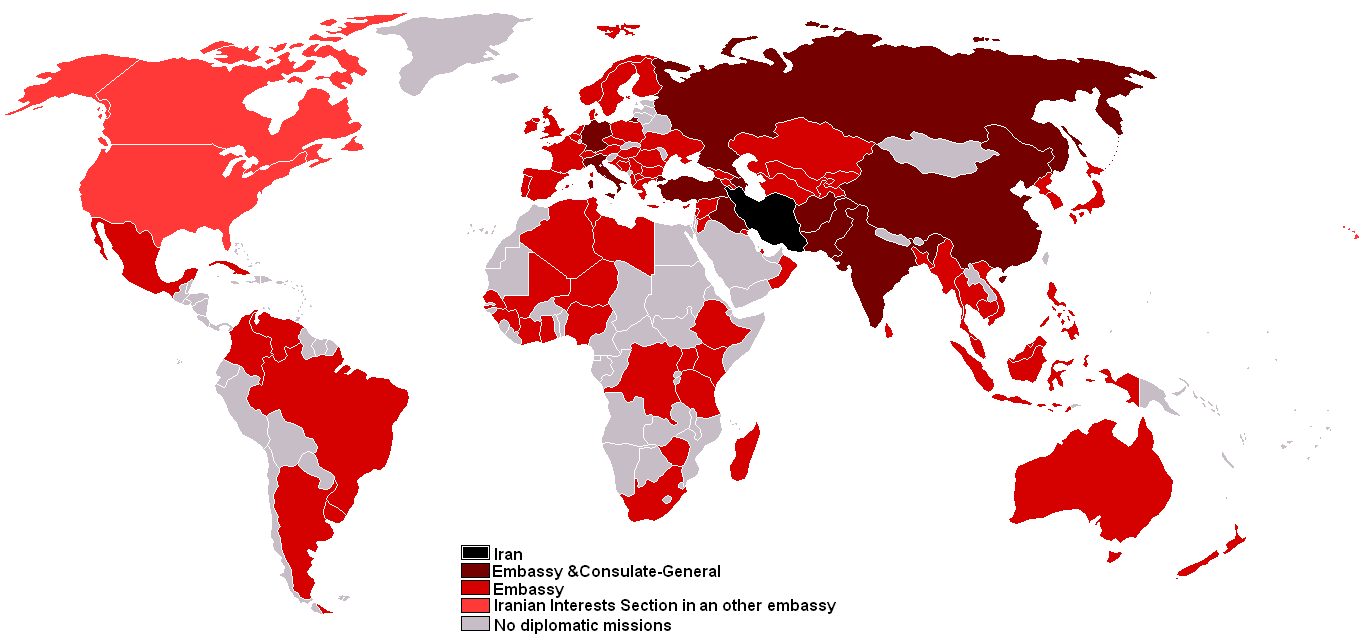
Missões diplomáticas do Irã:
Irã
Embaixadas e Consulados
Embaixada
Seção de interesses iraniana em outra embaixada
Sem missões diplomáticas

O programa nuclear iraniano e suas ambições hegemônicas regionais, têm cada vez mais isolado o país de seus vizinhos do Golfo Pérsico, e da comunidade internacional de forma mais ampla. Isto obrigou o Irã a promover novas alianças com países da Ásia, América do Sul e África. Na sequência da Primavera Árabe, em 2011, o Irã também pôs adiante um esforço contínuo para projetar a sua influência e explorar estes distúrbios utilizando meios diplomáticos, econômicos e militares.

### Oriente Médio

#### Arábia Saudita
Como um aliado dos Estados Unidos, as relações da Arábia Saudita com o Irã têm sido tensas desde a Revolução Islâmica de 1979. Apesar de terem economias semelhantes, à base de petróleo, e compartilharem a adesão comum em organizações internacionais como a Organização dos Países Exportadores de Petróleo, a Organização da Conferência Islâmica e o Movimento dos Países Não-Alinhados, a Arábia Saudita e o Irã freqüentemente viram-se na competição política e envolvidos em conflitos em todo o grande Médio Oriente.

#### Bahrein
As relações entre Irã e Bahrein permanecem estremecidas pelas tentativas iranianas de exportar violentamente a Revolução Islâmica ao Bahrein, entre 1980-1990. Apesar de ambos terem melhorado os laços políticos e econômicos desde então, a inquietação entre a população do Bahrein, de maioria xiita, impulsionou tensões adicionais, com acusações ao Irã de interferir nos seus assuntos internos, e condenações do Irã à monarquia Al Khalifa pela repressão aos xiitas.

#### Catar
Catar e Irã compartilham laços próximos e de adesão à Organização dos Países Exportadores de Petróleo (OPEP), Movimento dos Países Não-Alinhados (NAM) e a Organização da Conferência Islâmica (OCI). O Catar têm solicitado um fim pacífico para o conflito sobre o programa nuclear iraniano, e chegou a sugerir negociações diretas entre os Estados Unidos e a República Islâmica para resolver a questão.

#### Emirados Árabes Unidos
O Irã e os Emirados Árabes Unidos têm desfrutado de sólidas relações bilaterais por muitos anos. Em 2011, estes laços foram tensionados devido à crescente cooperação dos Emirados Árabes Unidos com a comunidade internacional na aplicação de sanções impostas ao Irã.

#### Iémen
O Iémen e o Irã têm tido cordiais, porém mornas relações desde a Revolução Islâmica, em 1979. Os laços entre os dois países, no entanto, teriam sido lesados nos últimos anos pelo apoio iraniano aos rebeldes xiitas envolvidos em conflitos armados com as forças governamentais iemenitas.

#### Iraque
A queda de Saddam Hussein, em 2003, desencadeou uma nova era nas relações entre Irã e Iraque. Os laços entre os dois países haviam sido sériamente danificados pela Guerra Irã-Iraque, ocorrida entre 1980-1988, mas desde 2003, o Irã têm se aproveitado da situação de insegurança política e vulnerabilidades no Iraque e passou a trabalhar vigorosamente para estender o seu alcance econômico e político utilizando ambos os meios diplomáticos e militares.

#### Israel
Antes da queda da dinastia Pahlavi, ambos desfrutaram de relações bastante próximas. Os dois países mantiveram laços estreitos por várias décadas e se beneficiaram econômica e diplomáticamente desse apoio mútuo. Após a fuga de Mohammad Reza Pahlavi do Irã, e a criação da República Islâmica, o aiatolá Khomeini rapidamente tornou clara a sua hostilidade em direção ao Estado de Israel, pronunciando isto como uma obrigação religiosa a fim de eliminar este, e as relações de amizade rapidamente se transformaram em inimizade. Atualmente, Irã e Israel não possuem relações diplomáticas.

#### Jordânia
As relações entre Irã e Jordânia ficaram tensas logo após o estabelecimento da República Islâmica, devido à estreita relação do Reino Hachemita com a monarquia Pahlavi do Irã. Os laços entre os dois países foram mais severamente danificados, no entanto, com o apoio da Jordânia à Saddam Hussein durante a Guerra Irã-Iraque, entre 1980 e 1989.

#### Líbano
Os dois países têm buscado ativamente prosseguir com relacionamentos positivos desde 1979. Após a formação da República Islâmica, a elite revolucionária iraniana, incluindo o aiatolá Khomeini, começou a estender a mão à comunidade xiita no Líbano, oferecendo apoio financeiro e religioso. A presença e influência do Irã no Líbano se expandiu dramáticamente em 1982, quando os iranianos enviaram cerca de 1.000 membros do Exército dos Guardiães da Revolução Islâmica (IRGC) ao vale do Beqaa em resposta à invasão israelense do Líbano.

#### Omã
Omã e Irã compartilham laços diplomáticos, econômicos e militares. Além disso, cooperam economicamente em diversas frentes, incluindo a energia. Mais recentemente, os vizinhos do Golfo Pérsico assinaram um acordo que daria início ao fornecimento de grandes quantidades de gás natural do Irã para Omã, um projeto que poderia valer entre US$ 7 e 12 bilhões.

#### Palestina
Após a revolução de 1979, o Irã encerrou a sua aliança com Israel e começou a oferecer suporte aos palestinos, simbolizado por entregar a embaixada israelense em Teerã à Organização para a Libertação da Palestina. Como parte de sua campanha para exportar a revolução, a teocracia iraniana também ajudou emergentes grupos palestinos islâmicos, especialmente a Jihad Islâmica e o Hamas. Ambos enviaram representantes para Teerã. O Irã em geral se opôs ao processo de paz apoiado pelos Estados Unidos no Médio Oriente. Durante o período de reforma política, de 1997-2005, no entanto, o presidente Mohammad Khatami indicou que Teerã poderia aceitar qualquer decisão adotada pela maioria palestina. Mas esse sentimento foi de curta duração. Os iranianos já treinaram muitos militantes palestinos e forneceram uma proporção significativa do armamento utilizado contra Israel. Para o Irã, de maioria xiita, os grupos palestinos estão entre os seus mais importantes aliados sunitas.

#### Síria
Ambos têm mantido laços estreitos desde os primeiros anos da República Islâmica, e a Síria vem atuando como um importante aliado árabe do Irã, e um parceiro na região. O início da Guerra Irã-Iraque, concedeu à Síria uma oportunidade de ganhar mais um aliado regional contra Saddam Hussein. Em contraste com quase todos os outros países árabes, a Síria apoiou o Irã durante este conflito.

### Ásia

#### Afeganistão
O Afeganistão e o Irã compartilham uma extensa história. Na era pós-Revolução Islâmica, as relações entre os dois países foram coloridas pelo envolvimento do Irã na Guerra Afegã-Soviética, 1979-1989, a sua oposição ativa ao regime dos talibãs, e a sua interferência nos assuntos internos do Afeganistão desde o início da invasão dos Estados Unidos, em 2001, e a subseqüente queda do regime fundamentalista islâmico no país.